# Eugène Rixen

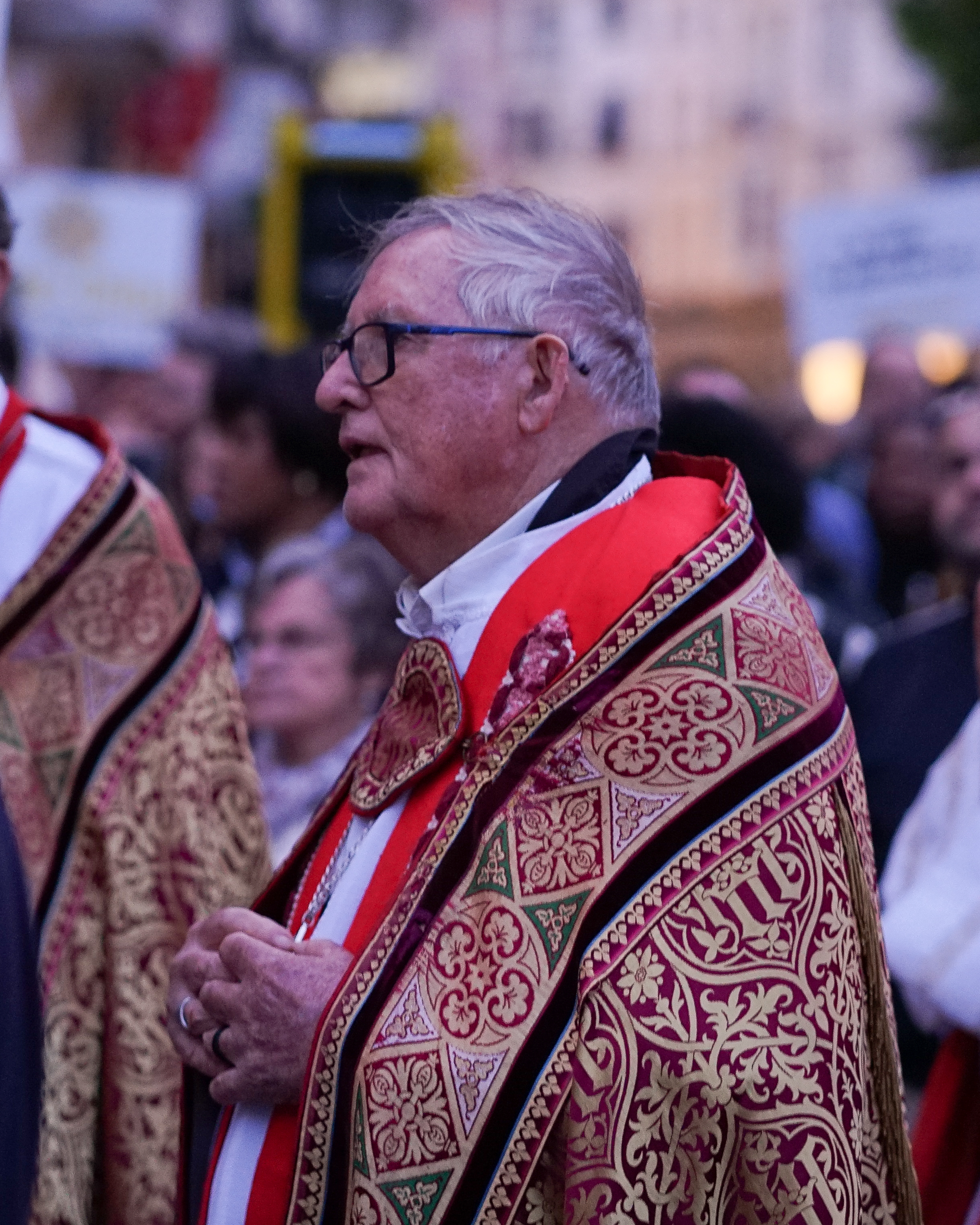
Eugène Rixen, 2024

Eugène Lambert Adrian Rixen (* 3. Juli 1944 in Kelmis) ist ein belgischer Geistlicher und emeritierter römisch-katholischer Bischof von Goiás.

## Leben
Eugène Rixen empfing am 26. Juni 1970 die Priesterweihe.
Papst Johannes Paul II. ernannte ihn am 30. November 1995 zum Weihbischof in Assis und Titularbischof von Tabbora. Der Bischof von Araçatuba, José Carlos Castanho de Almeida, spendete ihm am 25. Februar des nächsten Jahres die Bischofsweihe; Mitkonsekratoren waren Antônio Maria Mucciolo, Erzbischof von Botucatu, und Antônio de Souza CSS, Bischof von Assis. Als Wahlspruch wählte er Maranatha, vem Senhor. Bischof Rixen unterstützt die Comissão Pastoral da Terra und den Movimento dos Trabalhadores Rurais Sem Terra.
Am 2. Dezember 1998 wurde Rixen zum Bischof von Goiás ernannt. Vom 21. September 2011 bis zum 21. März 2012 war er während der Sedisvakanz zusätzlich Apostolischer Administrator der Territorialprälatur São Félix.
Papst Franziskus nahm am 27. Mai 2020 das von Eugène Rixen aus Altersgründen vorgebrachte Rücktrittsgesuch an.